# Johan Schildt
Johan Henrik Christian Schildt, född 7 maj 1959 i Spånga församling i  Stockholm, är en svensk skådespelare och författare. 
Han är son till skådespelaren Henrik Schildt och hans andra hustru, skådespelaren Berit, född Gramer. Han är halvbror till konstnären och översättaren Veronica Schildt Bendjelloul och skådespelaren Peter Schildt.
Johan Schildt driver även bokförlaget Inova som i början gav ut Astronomisk Årsbok och senare även den astronomiska kalendern Stjärnhimlen - utgivningen av dessa båda årsböcker upphörde år 2000, men Stjärnhimlen finns kvar på Nätet.

## Filmografi
- 1979 – Trälarnas uppror (TV-serie)
- 1981 – Det våras för Smurfan
- 1981 – Smurferna och den fiffige trollkarlen
- 1986 – Amorosa
- 1987 – Varuhuset (TV-serie)
- 1994 – Niente più
- 1995 – Anmäld försvunnen (TV-serie)
- 1998 – Muntra fruarna i Windsor
- 1998 – OP7 (TV-serie)
- 2001 – Nya tider (TV-serie)
- 2010 – Klara
- 2011 – Bibliotekstjuven (TV-serie)
- 2012 – Tingeling – Vingarnas hemlighet

## Teater

### Roller (ej komplett)
| År   | Roll           | Produktion                                 | Regi                | Teater                 |
| ---- | -------------- | ------------------------------------------ | ------------------- | ---------------------- |
| 1979 | Ynglingen      | Söndagsgäster Björn Runeborg               | Stig Ossian Ericson | Stockholms stadsteater |
| 1979 | Jakov          | Platonov Anton Tjechov                     | Otomar Krejča       | Stockholms stadsteater |
| 1997 | Edvard Persson | Spanska flugan Franz Arnold och Ernst Bach | Thomas Ryberger     | Intiman                |

## Utmärkelser
- 1993 – Guldsvanen - Bästa skådespelare The Soup